# 歌え!太陽
『歌え!太陽』（原題：Appuntamento a Ischia）は、1960年のイタリア映画。
カンツォーネ歌手のドメニコ・モドゥーニョ主演のコメディータッチの音楽映画。当時のスター歌手達も顔を出している。

## 内容
男ヤモメの人気歌手とその9歳の娘がパパを再婚させようと奮闘するが････。

## スタッフ
- 監督：マリオ・マットリ
- 脚本：ヴィットリオ・メッツ、ロベルト・ジャンヴィッティ
- 撮影：ロベルト・ジェラルディ、マルコ・スカルペリ
- 音楽：ジャンニ・フェッリオ、エンニオ・モリコーネ

## キャスト
- ドメニコ・モドゥーニョ
- アントネッラ・ルアルディ
- マリア・レティツィア・ガツォーニ
- ミーナ

## 関連映画
- 『アイドルを探せ (1964年の映画)』
- 『女はそれを我慢できない (1956年の映画)』